# Regeringen Lyng
Regeringen Lyng var norsk regering som tillträdde 28 augusti 1963 och avgick 25 september samma år. Det var en koalitionsregering med Høyre, Kristelig Folkeparti, Senterpartiet och Venstre. Statsminister var John Lyng och utrikesminister var Erling Wikborg.